# Anaïs Rey
Pour les articles homonymes, voir Rey.
Anne Marie Clémence Jourdain connue sous le nom de scène d'Anaïs Rey, née vers 1815 à Marseille et morte le 27 février 1865 à Paris 19e, est une actrice de théâtre française.

## Biographie
Fille d'une commerçante d'articles de mode, elle commence sa carrière à 11 ans au Théâtre historique de Lyon à la fin des années 1830 et effectue sa dernière apparition à Paris en 1863. Elle se fait surtout connaître dans le rôle de Claudine dans la pièce éponyme de Charles Desnoyer et Lubize représentée pour la première fois au Théâtre de la Porte-Saint-Martin le 30 août 1842 et tient le rôle de Marinette dans la pièce de Jules Verne Les Pailles rompues. 
Elle est la compagne de Stanislas de Charnal en 1860 et meurt subitement en février 1865.